# Hill (Bach)
Die Hill (franz.: Helle) ist ein Bachlauf im Hohen Venn im Osten Belgiens.

## Verlauf
Die Hill entspringt nahe der höchsten Erhebung Belgiens, der Botrange. Sie mündet in der Eupener Unterstadt, 25 km weiter nördlich, in die Weser (Vesdre). 
Die wichtigsten Zuläufe sind der Spoorbach und die Soor. Der Zusammenfluss von Hill und Spoorbach befindet sich 10 km flussabwärts in der Nähe des Ortes „Herzogenhügel“. Dieser Ort ist aus geologischen Gründen von Interesse, in einem Steinbruch findet man das einzige Gestein vulkanischen Ursprungs im Osten Belgiens. Kurz vor Eupen, am „Schwarze Brücke“ genannten Ort, mündet die Soor in die Hill. Etwa die Hälfte ihre Weges fließt die Hill durch den Naturpark Hohes Venn-Eifel.

## Die Hill als Staatsgrenze
Während der Römerzeit war sie die Grenze der Verwaltungsbereiche Tongern („Civitas Tungrorum“) und Köln („Civitas Agrippinensium“).
Vom Hochmittelalter bis 1795 war sie Grenze der Herrschaften, die sich das Gebiet des Hohen Venns aufteilten. So war hier die Grenze zwischen dem Herzogtum Limburg und dem Herzogtum Luxemburg und weiter nördlich, im Bereich des Herzogenhügels, zwischen Limburg und dem Herzogtum Jülich. 
Von 1815 bis 1919 trennte sie Preußen vom Vereinigten Königreich der Niederlande bzw. dessen Nachfolgestaat Belgien.
1952 wurde ein 1,5 km langer Verbindungsstollen zwischen der Hill und der Eupener Wesertalsperre gegraben, um den Wasserverbrauch der Textilindustrie besser regulieren zu können.

## Weblinks

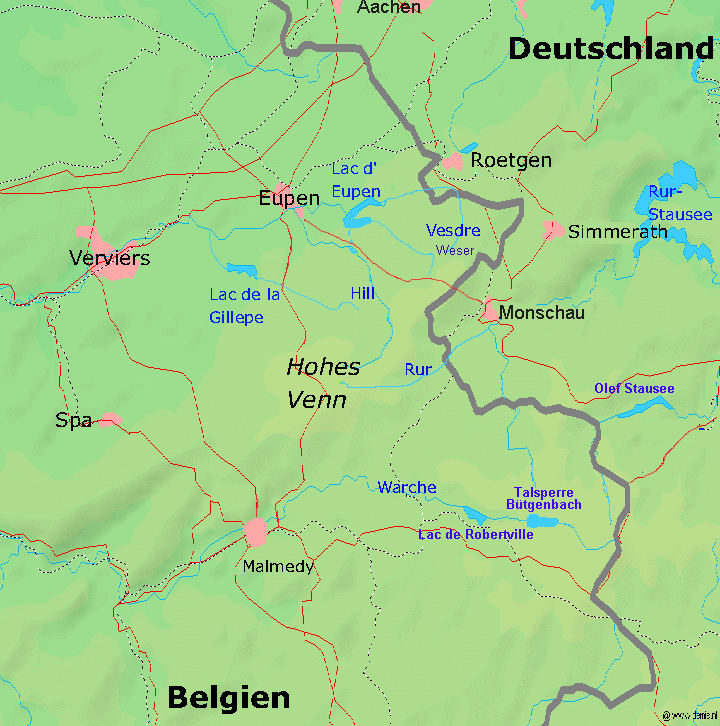
Umgebung der Hill
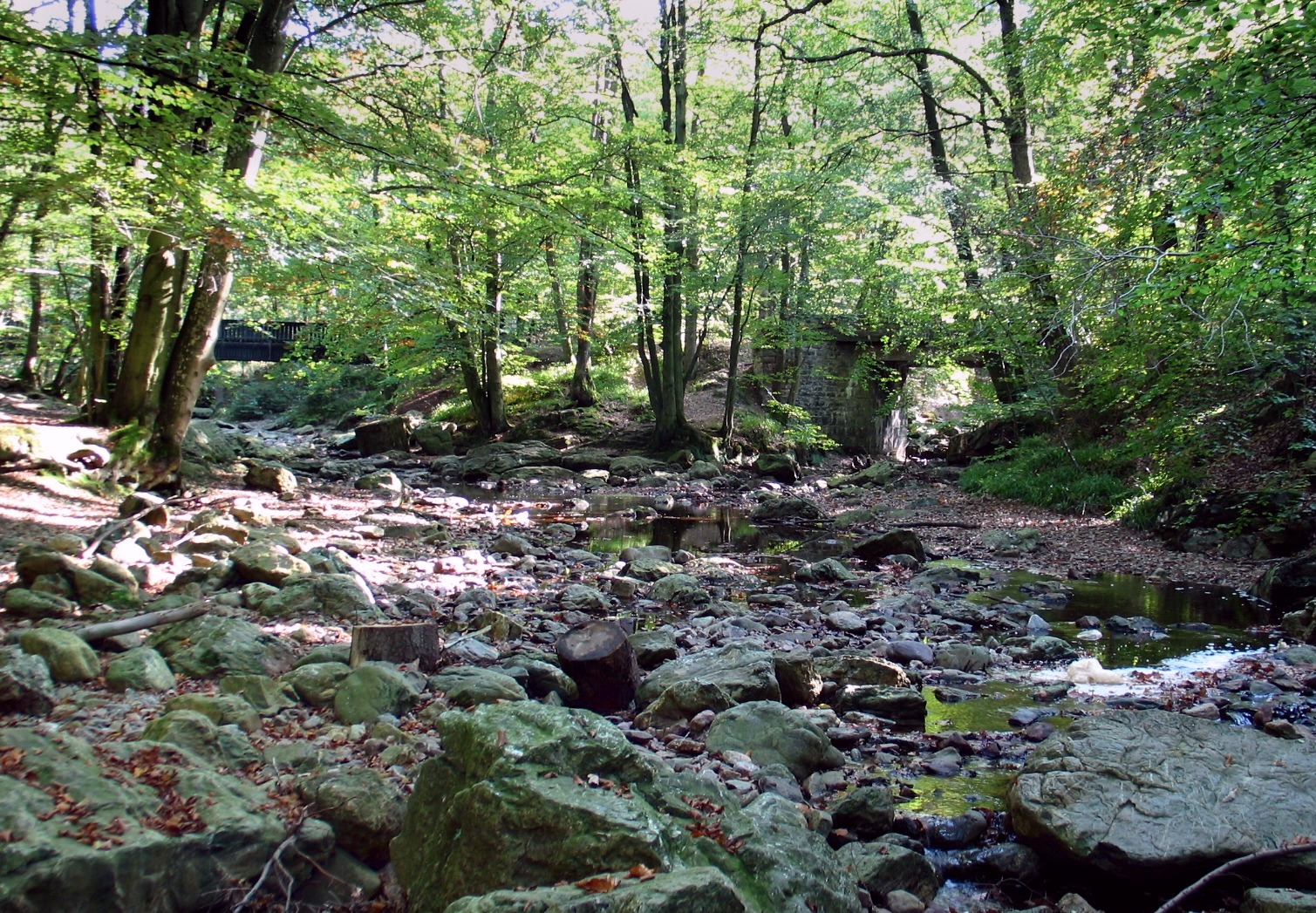
Mündung der Soor in die Hill
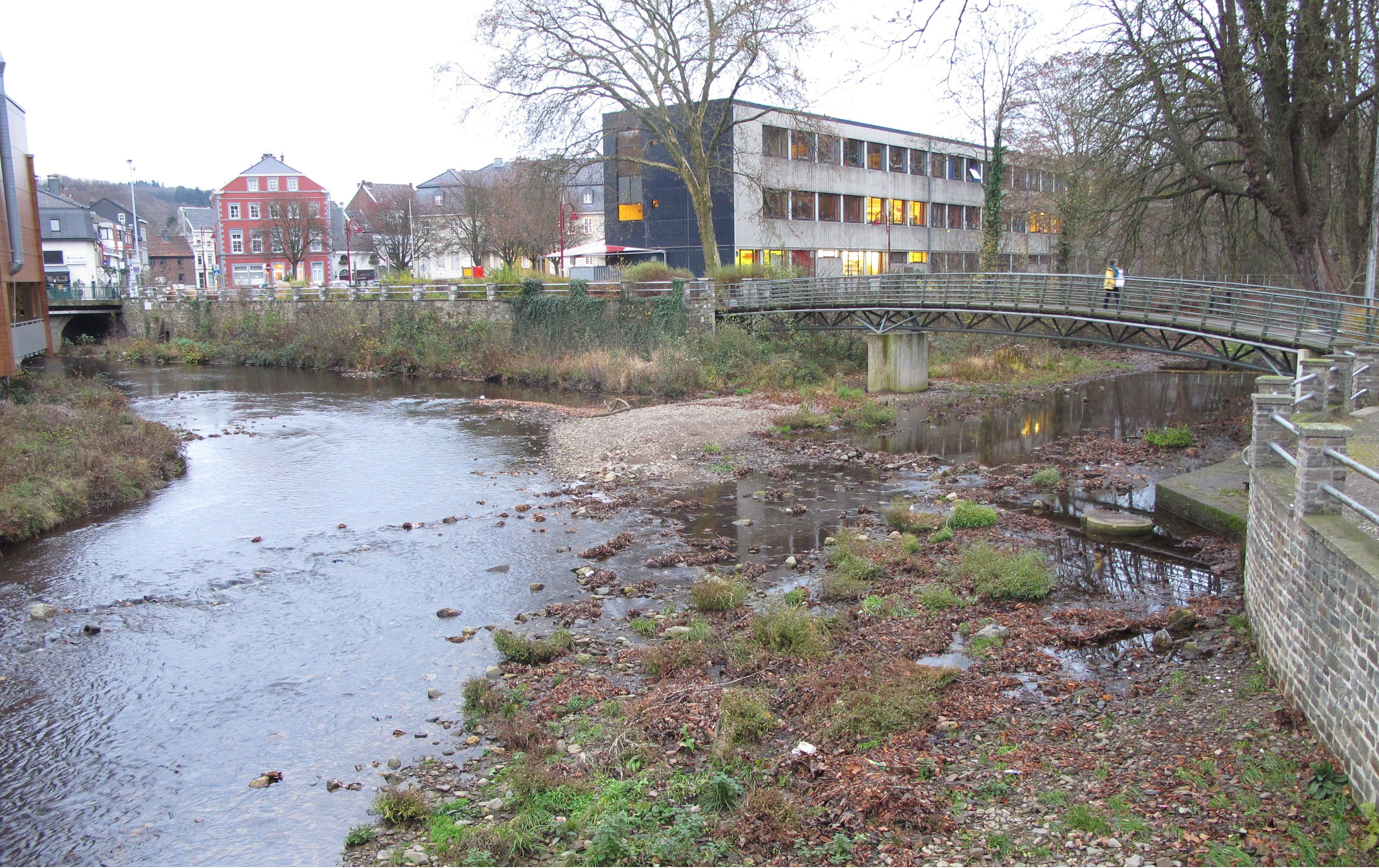
Mündung der Hill in die Weser
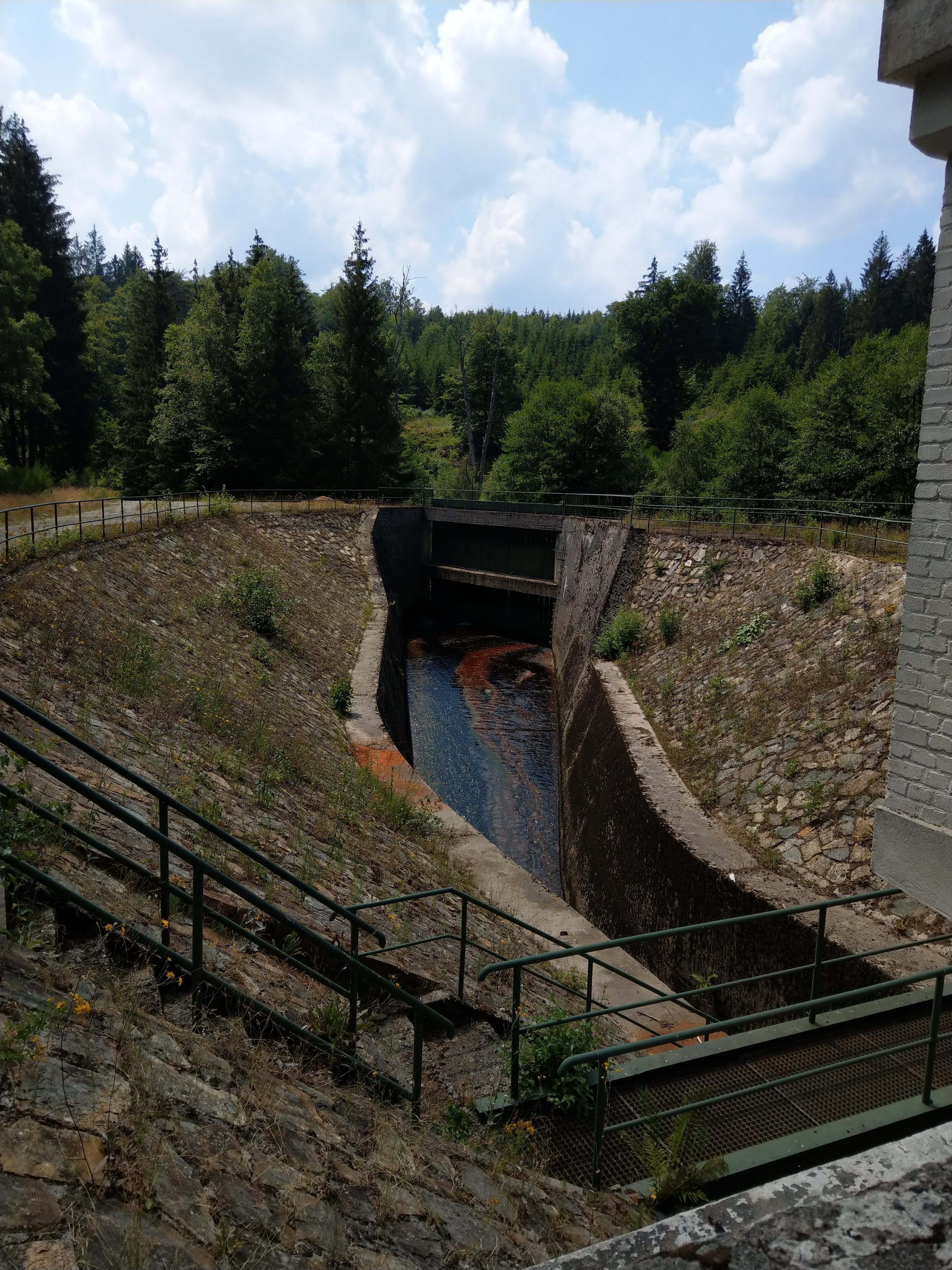
Einlauf Verbindungsstollen